# Haribon Chebani
Haribon Chebani – komoryjski prawnik, tymczasowy prezydent Komorów od 26 do 27 listopada 1989.

## Życiorys
Chebani był przewodniczącym Sądu Najwyższego, który w momencie opróżnienia urzędu prezydenta przejmował jego funkcję. Pozostawał także członkiem rządzącej Unii na rzecz Republiki. W nocy z 26 na 27 listopada 1989 w tajemniczych okolicznościach zamordowano rządzącego autorytarnie prezydenta Ahmeda Abdallaha, w związku z czym Haribon Chebani rozpoczął pełnienie jego obowiązków. Jednakże już kolejnej nocy (27/28 listopada) rozpoczął się wojskowy przewrót dowodzony przez francuskiego awanturnika i najemnego żołnierza Boba Denarda. Ten autorytarnie mianował Saida Mohameda Djohara na Przewodniczącego Sądu Najwyższego, a następnie zainstalował go jako marionetkowego prezydenta, faktycznie sprawując władzę poprzez swoich najemników.